# رودلف كونراد
رودلف كونراد (بالألمانية: Rudolf Konrad)‏ هو عسكري ألماني، ولد في 7 مارس 1891 في كولمباخ في ألمانيا، وتوفي في 10 يونيو 1964 في ميونخ في ألمانيا.